# Unión Colonial Francesa
La Unión Colonial Francesa, en  francés: Union coloniale française fue un grupo de comerciantes franceses establecidos con el propósito de asegurar la continuidad del  colonialismo francés, así como la solidificación de sus propios intereses comerciales. Se fundó en 1893 y publicó La Quincena Colonial, La Quinzaine coloniale. La Unión Colonial Francesa sirvió como una organización colonial fundamental que ayudó enormemente en los asuntos comerciales y exteriores de Francia. Aunque desde su creación inicial, la Unión Colonial Francesa nunca fue importante, sus miembros se pusieron en marcha con la mentalidad de expresar sus ideas, ser vocales y, a continuación, ponerlas en práctica. Los fundamentos de la Unión Colonial Francesa mostraban los de una organización que se centraba en el cambio y el avance. El éxito de la Unión Colonial Francesa influiría directamente en las colonias francesas y en la forma en que Francia las trató.

## Membresía e Inclusión en el Proceso de la Unión
La política de la Unión Colonial Francesa con respecto a la membresía era que no aceptaría nuevos miembros por el bien de los números. El objetivo de la Unión Colonial Francesa no era aumentar su número, sino aumentar su influencia e impacto a través de la acción y no de la población.  Entre sus miembros más prominentes se encuentran el primer presidente colonial francés Emile Mercet y el Secretario General, durante unos veinte años, Joseph Chailley-Bert -uno de los miembros más decididos y prominentes del sindicato-. Otros miembros incluyen a Jules Le Cesne, Paul Doumer, Noel Auricoste y Ulysse Pila, entre otras muchas figuras bien conocidas de la sociedad de la época.

## Pautas básicas
La estrecha relación entre la Unión Colonial Francesa y las colonias vinculó su destino directamente a todas y cada una de las cosas que logró lograr. La falta de apoyo de la "gran industria y el capital" requería un medio alternativo para buscar el apoyo de la Unión. Como en cualquier organización nueva, los asociados populares y conocidos ayudarán a reforzar su influencia y su aparición ante el público en general. Al no poder asegurar a muchos de estos patrocinadores a gran escala, la Unión Colonial Francesa no fue tan potente ni casi tan autoritaria como podría haber sido. La Unión, en cambio, tuvo que depender de empresas comerciales menos influyentes para aumentar su currículum y potenciar su impacto. lo cual fue un defecto desafortunado de la Unión Colonial Francesa, ya que dificultó enormemente su poder cada vez que la Unión expresaba sus puntos de vista. Un aspecto positivo fue que, al tener en sus oficinas una figura tan fuerte como Chailley-Bert, la Unión Colonial Francesa pudo seguir siendo una figura entre la reforma y los asuntos coloniales.

## La Unión Colonial Francesa en Acción
La política exterior francesa en sus colonias como África siguió siendo un titular en las noticias de la Unión Colonial Francesa, debido a la persistencia de Chailley-Bert de mantener a la Unión por encima de los asuntos exteriores de Francia. Al involucrarse en estos asuntos y abordar varios aspectos de las colonias francesas, como África o Argelia, la Unión Colonial Francesa fue capaz de poner su voz e influencia en estos temas. Básicamente, siguiendo las directrices de la Unión para que Francia pueda prosperar en el futuro, era necesario que invirtiera un tiempo considerable, los fondos y el esfuerzo adecuados en sus colonias si quería obtener una mayor satisfacción con ellas. Esto tiene mucho sentido, ya que es más probable que Francia fracase con sus colonias si no intenta seguir las adquisiciones con decisiones y leyes firmes.

## Mejora sobre los estándares actuales
Chailley-Bert a menudo tomaba partido en los asuntos para llamar la atención sobre ellos, o para asegurarse de que fueran o no considerados para el cambio. Su posición en los negocios con ciertos aspectos de las industrias africanas resultó ser una ventaja para Francia, ya que finalmente podría retener una parte de la posesión africana de Francia en el futuro. Otros temas que recibieron cambios fueron Argelia, a donde Chailley-Bert también tenía vínculos debido a un viaje que había hecho previamente a la colonia. Al participar en varios asuntos coloniales, Chailley-Bert pudo añadir la influencia de la Unión Colonial Francesa en el asunto. Los miembros individuales que se involucran en diferentes asuntos, como la situación económica de África, dieron a la Unión Colonial Francesa una razón para expresar sus quejas y preocupaciones.

## Impacto y efectos de la Unión Colonial Francesa
A lo largo de su historia, aunque breve, la Unión Colonial Francesa fue capaz de lograr pequeños éxitos en varias ocasiones. Desde asuntos en África hasta Argelia y otras varias victorias, la Unión fue capaz de alterar las perspectivas de un número suficiente de personas como para necesitar un cambio. Al enfocar, focalizar y analizar consistentemente las diferentes situaciones coloniales, fue capaz de obtener suficiente información sobre el tema para que se considerara el cambio o, al menos, la posibilidad de un cambio. La Unión no era una organización de larga duración, pero en el momento en que entró en funcionamiento, la Unión Colonial Francesa desempeñó un papel importante en los asuntos coloniales de Francia. Era evidente que a través de las acciones de la Unión Colonial Francesa, sus directrices estaban diseñadas para el progreso y no para el retroceso, incluso si ese objetivo no se lograba del todo. El arduo trabajo de muchos de sus miembros, como Joseph Chailley-Bert, aseguró que la Unión se mantuviera en el camino correcto para aumentar el valor de las posesiones coloniales de Francia.
De hecho, la Union Coloniale Francaise (UCF) organizó quinientas charlas entre 1897 y 1906 con la intención de promover la emigración de buenos colonos o bons colons  a destinos coloniales franceses, y en el caso de la  Indochina colonial francesa, como señaló la historiadora Marie Paule Ha, entre los beneficios de incluir a las mujeres como colonas se encontraba la de poner fin a la práctica altamente indeseable del concubinato entre franceses y mujeres nativas, y a la descarga de la gran «reserva» de hembras solteras metropolitanas.

## Diferentes nombres que tuvo
- Union coloniale française, est. 1893
- Comité de l'Empire français, desde principios de 1940-?
- Comité central de la Francia d'Outre-mer (CCFOM), desde 1948-?
- Comité central français pour l'Outre-mer
- Comité du rayonnement français, anterior a 1998 [1]